# Гусейн-заде, Алекпер Гусейн оглы
Алекпе́р Гусе́йн оглы́ Гусе́йн-заде́ (3 октября 1887, Баку — 4 ноября 1967, Баку) — советский азербайджанский актёр. Заслуженный артист АзССР (1957). Лауреат Сталинской премии второй степени (1946).

## Биография
Родился 3 октября 1887 года в Баку.
В возрасте 6 лет поступил в духовную школу. Проучившись пять лет перешёл в русско-татарскую школу. Дружил с композитором Узеиром Гаджибековым, который в 1913 году утвердил Гусейн-заде на роль Султанбека в оперетте Аршин мал алан.
Гусейн-заде сыграл Султанбека также и в экранизации оперетты 1945 года. За эту роль он был награждён Сталинской премией (1946). Всего Алекпер Гусейн-заде снялся в 19 фильмах.
Скончался 4 ноября 1967 года в Баку в возрасте 80 лет. Похоронен на Аллее почётного захоронения в Баку.

## Творчество

### Театральные работы
- Аршин мал алан У. Гаджибекова — Султанбек
- «Гаджи Кара» М. Ф. Ахундова — Гаджи Кара
- «Мертвецы» Д. Г. Мамедкулизаде — шейх Насрулла, Гаджи Гасан
- «В 1905 году» Д. К. Джаббарлы — Аллахверди
- «Севиль» Д. К. Джаббарлы — Баба-киши
- «Алмас» Д. К. Джаббарлы — Гаджи Ахмед
- «Айдын» Д. К. Джаббарлы — Довлет-бей

### Фильмография
- 1916 — Аршин мал алан — Султанбек
- 1924 — Легенда о Девичьей башне
- 1935 — Шестое чувство
- 1936 — Алмас — Гаджи Ахмед
- 1945 — Аршин мал алан — Султанбек
- 1956 — Чёрные скалы
- 1957 — Так рождается песня — Молла Гаджимед
- 1958 —
  - Мачеха — Отец Аяза
  - Тени ползут — Муртуз
- 1960 — Утро
- 1961 —
  - Наша улица
  - Сказание о любви
- 1962 — Фильм
- 1963 — Я буду танцевать
- 1964 — Волшебный халат — Старик
- 1965 — 26 бакинских комиссаров

## Памяти Алекпера Гусейн-заде
- 1981 — Аккорды долгой жизни, или Жизнь Узеира (биографический фильм; актёр Алекпер Гусейн-заде появлялся в архивных кадрах)
- 1995 — Вечер
- 2009 — В наших сердцах будут вечно жить (документальный проект, посвящённый памяти великих азербайджанских актёров)

## Награды и премии
- Орден «Знак Почёта» (17.04.1938) — за выдающиеся заслуги в деле развития азербайджанского оперного искусства, азербайджанской музыки, песни и танцев[3]
- Сталинская премия второй степени (1946) — за исполнение роли Султанбека в фильме «Аршин мал алан» (1945)
- Заслуженный артист Азербайджанской ССР (1957)